# Antonio Mauro
Antonio Mauro (Reggio Calabria, 30 giugno 1914 – Roma, 9 dicembre 2001) è stato un arcivescovo cattolico italiano.

## Biografia
Nacque nel territorio di Gallina, all'epoca comune non ancora accorpato a Reggio Calabria, il 30 giugno 1914 da Paolo e Theresa Marino.

### Formazione e ministero sacerdotale
Dopo aver studiato teologia, si laureò utroque iure presso la Pontificia Università Lateranense, completando poi gli studi diplomatici alla Pontificia Accademia Ecclesiastica. Venne ordinato sacerdote il 9 luglio 1939. Per molti anni esercitò il suo ministero nella chiesa di Santa Lucia a Reggio Calabria dove era parroco monsignor Aurelio Quattrone, che, riconoscendone l'indubbio valore, ne incoraggiò la futura carriera.

### Ministero episcopale
Il 4 luglio 1967 papa Paolo VI lo nominò arcivescovo titolare di Tagaste e segretario della Congregazione per gli affari dei religiosi. Ricevette l'ordinazione episcopale il 16 luglio successivo dallo stesso pontefice, coconsacranti il vescovo di Cesena Augusto Gianfranceschi e il vescovo Jacques-Paul Martin, prefetto della Casa Pontificia.
Il 12 aprile 1969 venne nominato vicepresidente del Segretariato per i Non Credenti.
L'11 ottobre 1975 fu nominato amministratore pontificio della Basilica di San Paolo fuori le Mura e delegato pontificio per la Basilica di Sant'Antonio di Padova. Il 10 dicembre 1990 papa Giovanni Paolo II accettò la sua rinuncia ad entrambi gli incarichi per raggiunti limiti d'età.
Morì a Roma il 9 dicembre 2001 e venne sepolto, come da lui stabilito in testamento, nella cappella di famiglia nel cimitero del suo paese natale.

## Genealogia episcopale
La genealogia episcopale è:
- Cardinale Scipione Rebiba
- Cardinale Giulio Antonio Santori
- Cardinale Girolamo Bernerio, O.P.
- Arcivescovo Galeazzo Sanvitale
- Cardinale Ludovico Ludovisi
- Cardinale Luigi Caetani
- Cardinale Ulderico Carpegna
- Cardinale Paluzzo Paluzzi Altieri degli Albertoni
- Papa Benedetto XIII
- Papa Benedetto XIV
- Papa Clemente XIII
- Cardinale Marcantonio Colonna
- Cardinale Giacinto Sigismondo Gerdil, B.
- Cardinale Giulio Maria della Somaglia
- Cardinale Carlo Odescalchi, S.I.
- Cardinale Costantino Patrizi Naro
- Cardinale Lucido Maria Parocchi
- Papa Pio X
- Papa Benedetto XV
- Papa Pio XII
- Cardinale Eugène Tisserant
- Papa Paolo VI
- Vescovo Antonio Mauro